# Ilex martiniana
Ilex martiniana är en järneksväxtart som beskrevs av David Don och Aylmer Bourke Lambert. Ilex martiniana ingår i släktet järnekar, och familjen järneksväxter. Inga underarter finns listade i Catalogue of Life.